# San José, Juchipila
San José är en ort i Mexiko.   Den ligger i kommunen Juchipila och delstaten Zacatecas, i den centrala delen av landet, 500 km nordväst om huvudstaden Mexico City. San José ligger 1 256 meter över havet och antalet invånare är 636.
Terrängen runt San José är huvudsakligen kuperad, men västerut är den bergig. Runt San José är det ganska glesbefolkat, med 28 invånare per kvadratkilometer. Närmaste större samhälle är Juchipila, 1,6 km sydost om San José. I omgivningarna runt San José växer huvudsakligen savannskog.